# Frédéric Pierrot
Frédéric Pierrot (Boulogne-Billancourt, 17 de septiembre de 1960) es un actor francés. Ha aparecido en más de 85 películas y programas de televisión desde 1986. Fue el protagonista de la película Dis-moi que je rêve, que se proyectó en la sección Un certain regard del Festival de Cine de Cannes de 1998.

## Teatro
| Año     | Título             | Notas                       |
| ------- | ------------------ | --------------------------- |
| 2005    | Grandes y Pequeños | Théâtre des Bouffes du Nord |
| 2007    | Tom está Muerto    | El Festival d'Avignon       |
| 2008-09 | Ordet              | Théâtre du Rond-Point       |
| 2010    | Prévert blues      |                             |

## Filmografía
| Año  | Título                                    | Función                 | Notas                                              |
| ---- | ----------------------------------------- | ----------------------- | -------------------------------------------------- |
| 1986 | Manège                                    | Young man               | Corto                                              |
| 1987 | Papillon du vertige                       | Alex                    |                                                    |
| 1989 | La vida y nada más                        | Marcel                  |                                                    |
| 1989 | Constance                                 |                         | Corto                                              |
| 1989 | Comme d'habitude                          |                         | Corto                                              |
| 1989 | Haute Tensión                             | Noël                    | Serie de televisión (1 Episodio)                   |
| 1991 | La neige et le feu                        | Pasa                    |                                                    |
| 1992 | L.627                                     | Réné                    |                                                    |
| 1993 | Les arpenteurs de Montmartre              | El Marido               |                                                    |
| 1993 | Fuente de comentario les gens             | Serge                   | Corto                                              |
| 1993 | Le siècle des lumières                    | Carlos                  | Película de televisión                             |
| 1994 | Comme un dimanche                         |                         | Corto                                              |
| 1995 | Tierra y Libertad                         | Bernard Goujon          |                                                    |
| 1995 | Circuito Carole                           | Alexandre               |                                                    |
| 1995 | Maigret                                   | Canut                   | Serie de televisión (1 Episodio)                   |
| 1995 | Combates de femme                         | François Walevsky       | Serie de televisión (1 Episodio)                   |
| 1996 | Mi Hombre                                 | El Cop                  |                                                    |
| 1996 | Para siempre Mozart                       | Jérôme                  |                                                    |
| 1996 | Capitaine Conan                           | El Director             |                                                    |
| 1996 | Les aveux de l'Inocente                   | El Psiquiatra           |                                                    |
| 1996 | Rien dans le ventre                       |                         | Corto                                              |
| 1996 | Les alsaciens                             | Franzl                  | Televisión Mini-Series                             |
| 1997 | Portuario Djema                           | Antoine Barasse         |                                                    |
| 1997 | Interior/Fuera                            | Jean Hammett            |                                                    |
| 1997 | Artemisia                                 | Roberto                 |                                                    |
| 1997 | Les Sanguinaires                          | Francois                |                                                    |
| 1997 | Au bord de l'autoroute                    | Rémi                    | Corto                                              |
| 1997 | Vivre avec toi                            |                         | Película de televisión                             |
| 1998 | Me digo estoy Soñando                     | Luc                     |                                                    |
| 1998 | Para Venta                                |                         |                                                    |
| 1998 | Disparus                                  | Blaise                  |                                                    |
| 1998 | Ça ne se Residuos pas                     | Benny                   |                                                    |
| 1998 | Aniel                                     | Marc                    | Corto                                              |
| 1998 | Maternité                                 |                         | Serie de televisión                                |
| 1999 | Les coquelicots sont revenus              | Patrick                 | Película de televisión                             |
| 1999 | Fleurs de sel                             | Philippe Cavala         | Película de televisión                             |
| 1999 | Trois saisons                             | Batti                   | Película de televisión                             |
| 1999 | Chasseurs d'écume                         | Collinée                | Televisión Mini-Series                             |
| 2000 | Vida moderna                              | Jacques                 |                                                    |
| 2000 | Capitanes de abril                        | Manuel                  |                                                    |
| 2001 | Une hirondelle Un fait le printemps       | Gérard                  |                                                    |
| 2001 | La fille de Hijo père                     | Francis                 |                                                    |
| 2001 | Imago                                     | Paul                    |                                                    |
| 2001 | Les alizés                                | Loïc Caron              | Película de televisión                             |
| 2002 | Les Diables                               | El Hombre de Casa       |                                                    |
| 2002 | Va, petite!                               | Paulo                   |                                                    |
| 2002 | Le Magnífico patron                       | Jacques Rouvier         | Serie de televisión (1 Episodio)                   |
| 2003 | Monsieur N.                               | Gourgaud                |                                                    |
| 2003 | Aquella Mujer                             | Daniel                  |                                                    |
| 2003 | Inquiétudes                               | David Lamblin           |                                                    |
| 2003 | Quelques jours entre nous                 | Michel                  | Película de televisión                             |
| 2004 | Inmortal                                  | John                    |                                                    |
| 2004 | Volvieron                                 | Gardet                  |                                                    |
| 2004 | Lola santa                                | Xavier                  |                                                    |
| 2004 | Clara et moi                              | Étienne                 |                                                    |
| 2004 | Grossesse nerveuse                        | El Inspector            | Corto                                              |
| 2004 | Dans tes rêves                            | El Hombre               | Corto                                              |
| 2004 | La fuite de Monsieur Monde                | El Comisario            | Película de televisión                             |
| 2005 | À Cuerpo défendant                        | Paul                    |                                                    |
| 2005 | Avant l'oubli                             | Pierre                  |                                                    |
| 2005 | La ravisseuse                             | Rodolphe                |                                                    |
| 2005 | Journées froides qui menacent les plantes |                         |                                                    |
| 2005 | Rosa                                      | El Hombre               | Corto                                              |
| 2005 | Le mystère Alexia                         | Fabien Harcourt         | Película de televisión                             |
| 2005 | Le bal des célibataires                   | Robert                  | Película de televisión                             |
| 2006 | Demain la veille                          | Hombre en el Ascensor   | Corto                                              |
| 2006 | Aller Sencillo                            | René Loxa               | Película de televisión                             |
| 2006 | L'uomo che rubò la Gioconda               | Lépine                  | Película de televisión                             |
| 2006 | Harkis                                    | Capitán Robert          | Película de televisión                             |
| 2006 | L'État de Grace                           | Xavier                  | Televisión Mini-Series                             |
| 2007 | Très bien, merci                          | El Interno              |                                                    |
| 2007 | Les fourmis Coloretes                     | Franck                  |                                                    |
| 2007 | Tragédie en Directo                       | Max                     | Película de televisión                             |
| 2007 | Epuration                                 | Robert                  | Película de televisión                             |
| 2007 | Opération Turquesa                        | Christophe Gosselin     | Película de televisión                             |
| 2008 | Me has Encantado Tan Mucho tiempo         | Capitán Fauré           |                                                    |
| 2008 | Dejado Charla Sobre la Lluvia             | Antoine                 |                                                    |
| 2008 | Revenir                                   | El Hombre               | Corto                                              |
| 2008 | Les couillus                              |                         | Corto                                              |
| 2008 | Le soleil des ternes                      | Antoine                 | Corto                                              |
| 2009 | Adieu De Gaulle adieu                     | François Flohic         | Película de televisión                             |
| 2009 | Les Petits Meurtres d'Agatha Christie     | Jean Villiers           | Serie de televisión (1 Episodio)                   |
| 2010 | La llave de Sarah                         | Bertrand Tezac          |                                                    |
| 2010 | Sans queue ni tête                        | François Briand         |                                                    |
| 2010 | Les frileux                               | Alain Dufresnes         | Película de televisión                             |
| 2010 | Histoires de vies                         |                         | Serie de televisión (1 Episodio)                   |
| 2010 | Tango                                     | Thierry Sauvage         | Serie de televisión (1 Episodio)                   |
| 2011 | Declaration De Guerra                     | Profesor Sainte-Aumentó |                                                    |
| 2011 | Polisse                                   | Baloo                   | Premio de César nominado para Actor De apoyo Mejor |
| 2011 | Iris en flor                              | El padre de Alexandre   |                                                    |
| 2011 | Au cas où je n'aurais pas la palme d'O    | El Productor            |                                                    |
| 2011 | Qui sème le Ventilación...                | Jean-Michel Ledantec    | Película de televisión                             |
| 2012 | Cereza en el Pastel                       | Bertrand                |                                                    |
| 2012 | Populaire                                 | Jean Pamphyle           |                                                    |
| 2012 | Eléonore, l'intrépide                     | Gaspard                 | Película de televisión                             |
| 2012 | L'inocente                                | Thierry Deville         | Película de televisión                             |
| 2012 | El Regresado                              | Jérôme                  | Serie de televisión (8 Episodios)                  |
| 2013 | Joven y bonita                            | Patrick                 |                                                    |
| 2013 | Le prochain Película                      | Pierre Gravet           |                                                    |
| 2013 | Retratos de maîtresses                    |                         | Corto                                              |
| 2014 | L'année prochaine                         | Bertrand                |                                                    |
| 2014 | La criatura de Rosemary                   | Padre Tekem             | Televisión Mini-Series                             |
| 2015 | Di un beso una Chica                      | Hubert Deprez           |                                                    |
| 2015 | Anton Tchékhov 1890                       | Leo Tolstoy             |                                                    |
| 2015 | Marguerite &amp; Julien                   | Jean de Ravalet         |                                                    |
| 2015 | Les Bêtises                               | El Oficial              |                                                    |
| 2015 | Juegos de carretera                       | Grizard                 |                                                    |
| 2015 | Danza familiar                            |                         | Corto                                              |
| 2016 | Chocolat                                  | Monsieur Delvaux        |                                                    |
| 2017 | Luna                                      | Sebastián               |                                                    |